# Friedrich Vollmer
Friedrich Karl Vollmer (Wuppertal, 14 novembre 1867 – Farchant, 21 settembre 1923) è stato un latinista e filologo classico tedesco.

## Biografia
Studiò filologia classica presso le università di Bonn e Berlino, ricevendo il dottorato nel 1892. Dopo la laurea, lavorò come insegnante presso il ginnasio di Düsseldorf e a Bonn e, nel 1895 fu nominato direttore della Scuola tedesca a Bruxelles. Nel 1899, si trasferì a Monaco di Baviera, dove fu nominato capo del Thesaurus Linguae Latinae, un progetto che fu avviato da Eduard Wölfflin. Nel 1905, divenne professore ordinario di filologia classica presso l'Università di Monaco di Baviera e, l'anno successivo, era membro dell'Accademia Bavarese delle Scienze.

## Opere
- Das Nibelungenlied erläutert und gewürdigt, 1894 – Il Nibelungenlied spiegato e apprezzato.
- Goethes Egmont, 1895 – Goethe Egmont.
- P. Papinii Statii Silvarum libri, 1898 – edition of Publius Papinius Statius.
- Goethes Torquato Tasso, 1899 – Goethe's Torquato Tasso.
- Fl. Merobaudis reliquiae. Blossii Aemilii Dracontii Carmina. Eugenii Toletani episcopi Carmina et epistulae, 1905 (Flavius Merobaudes, Dracontius, Eugenius of Toledo In: Monumenta Germaniae Historica: Auctores antiquissimi XIV).
- Q. Horati Flacci Carmina, 1907-12 – edizioni di Horace.
- Poetae latini minores, 1910ff. (Emil Baehrens intervm recensvit).[1]
- Inscriptiones Baivariae Romanae sive inscriptiones Prov. Raetiae adiectis aliquot Noricis Italicisque, 1915.
- Quinti Sereni Liber medicinalis, 1916 (Serenus Sammonicus In: Corpus Medicorum Latinorum II).
- Römische Metrik, 1923 In: Alfred Gercke, Eduard Norden: Einleitung in die Altertumswissenschaft – Roman metrics.[2]